# 제34회 아카데미상 외국어영화상 출품작 목록
다음은 제34회 아카데미 시상식 외국어영화상 출품작 목록이다. 아카데미 외국어 영화상은 1956년 미국 영화 예술 과학 아카데미 (AMPAS)가 미국 국외에서 제작된 비영어권 영화를 대상으로 시상하기 위해 제정되었다. 이후 외국어영화상은 매년 수여되었으며, 수상자는 출품국가로 여겨지지만 상 자체는 해당 영화의 감독이 수락한다. 아카데미측은 한 국가당 한 편의 영화만 허용되는 원칙에 의거, 여러 국가를 초청하여 자국 최고의 영화를 출품하도록 요청하고 있다.
제34회 아카데미상에서는 총 13편의 작품이 외국어영화상 부문에 출품되었다. 아르헨티나, 오스트리아가 처음으로 아카데미 외국어영화상에 도전하였다. 최종후보는 덴마크, 일본, 멕시코, 스페인, 스웨덴이 선정되었으며, 그간의 강력한 수상후보였던 프랑스와 이탈리아가 모두 처음으로 후보에서 탈락하는 이변이 벌어졌다. 수상작은 스웨덴 잉마르 베리만 감독의 《창문을 통해 어렴풋이》였으며, 2년 연속 동일 국가 동일 감독이 받는 기록을 세웠다.

## 출품작
| 출품국     | 제목                   | 원제                         | 언어                 | 감독                     | 결과   |
| ---------- | ---------------------- | ---------------------------- | -------------------- | ------------------------ | ------ |
| 아르헨티나 | 여름의 살갗            | Piel de verano               | 스페인어             | 레오폴도 토레 닐손       | 미후보 |
| 오스트리아 | 예더만                 | Jedermann                    | 독일어               | 고트프리트 라인하르트    | 미후보 |
| 덴마크     | 해리와 버틀러          | Harry og kammertjeneren      | 덴마크어             | 벤트 크리스텐센          | 후보   |
| 이집트     | 오 이슬람              | وا إسلاماه Wa Islamah        | 아랍어               | 엔리코 봄바 앤드류 마튼  | 미후보 |
| 프랑스     | 지난 해 마리앙바드에서 | L'Année dernière à Marienbad | 프랑스어             | 알랭 레네                | 미후보 |
| 서독       | 말라키아 신부의 기적   | Das Wunder des Malachias     | 독일어               | 베른하르트 비키          | 미후보 |
| 인도       | 스트리                 | स्त्री Stree                    | 힌두어               | 라자람 반쿠드레 샨타람   | 미후보 |
| 이탈리아   | 밤                     | La Notte                     | 이탈리아어           | 미켈란젤로 안토니오니    | 미후보 |
| 일본       | 영원의 그이            | 永遠の人                     | 일본어               | 기노시타 게이스케        | 후보   |
| 멕시코     | 중요한 사람            | Ánimas Trujano               | 스페인어             | 이스마엘 로드리게스      | 후보   |
| 필리핀     | 모이세스 파디야 이야기 | The Moises Padilla Story     | 타갈로그어, 필리핀어 | 헤라르도 데 레온         | 미후보 |
| 스페인     | 플라시도               | Plácido                      | 스페인어             | 루이스 가르시아 베를랑가 | 후보   |
| 스웨덴     | 창문을 통해 어렴풋이   | Såsom i en spegel            | 스웨덴어             | 잉마르 베리만            | 수상   |
| 스위스     | 그림자는 길어진다      | Die Schatten werden länger   | 독일어               | 라디슬라오 바지다        | 미후보 |